# آمال صقر
آمال صقر مواليد 4 يونيو 1972 ممثلة تلفزيون وسينما ودبلجة ومنشطة إذاعية مغربية.

## سيرة ذاتية
ولدت بمدينة مراكش. بعد تخرجها من السلك الثانوي التأهيلية بدأت درستها في معهد للمسرح المغربي هناك .ثم انتقلت إلى الدار البيضاء حيث درست الفنون في معهد سيدي بليوط ومعهد كور فلوران في باريس.

### حياتها الأسرية
تزوجت سابقًا ولديها ابن وابنة، ومن ثم تزوجت من المغني مسلم منذ عام 2019.

## قائمة أعمالها

### أفلام تلفزيونية طويلة
- وصال (2015) لحكيم قبابي، في دور البطولة (وصال) مع ياسين أحجام وعبد السلام البوحسيني. إنتاج القناة الأولى[3]
- ألوان في المنفى (2014) لمصطفى مضمون في دور البطولة (ماريا)، إنتاج القناة الثانية المغربية.
- الزمان العاكر (2013) لمحمد إسماعيل في دور السعدية مع فرح الفاسي وعزيز حطاب، إنتاج القناة الثانية المغربية.
- آخر الرومانسيين (2012) لخالد الإبراهيمي، في دور البطولة (سعاد) مع مراد الزاوي وعبد القادر مطاع، إنتاج القناة الأولى. حاصلة على الجائزة الكبرى وجائزة أحسن سيناريو وأحسن إخراج خلال الدورة الثانية لمهرجان مكناس للفيلم التلفزيوني (2013)[4]
- سر العرصة (2009) لحسن غنجة، في دور البطولة (سعاد) مع محمد بنبراهيم ويوسف الجندي وهشام بهلول، إنتاج القناة الثانية المغربية.

### مشاركات في أفلام أخرى

#### أشرطة طويلة
- وداعا المغرب (2013) Goodbye Morocco إخراج نادر مكناش في دور الصحفية
- الدار الكبيرة (2009) La Grande Villa إخراج لطيف لحلو
- اليوم الخامس (المطمورة) (2009) إخراج حسن بنجلون في دور متظاهرة

#### أشرطة قصيرة
- فابولاري Fabulari (2014) إخراج دلال العراقي، مع عبد الرحيم المنياري [5]
- كازا رايدرز Casa Riders(2011) إخراج هشام حاجي، في دور آمال مع يونس بنزاكور وكريم السعيدي

### مسلسلات تلفزيونية
- مداولة، إنتاج القناة الأولى المغربية
- مرحبا بصحابي الجزء 2 (2016) في دور مدام معتوق بشركة السينما في ورزازات مع الحسين بنياز، مصطفى الزعري، والمحجوب الراجي وصلاح الدين بنموسى[6]
- ساعة في الجحيم (2015) في دور نورة
- دار الورثة (2012-2013) مع عبد الجبار الوزير وفضيلة بن موسى ضيفة شرف
- شبح الماضي (2011) مع مصطفى الزعري ونعيمة إلياس من إخراج فاطمة الجبيع وإنتاج القناة الأولى المغربية
- زينة الحياة (2011) من إخراج نبيل عيوش وآخرون في دور فريدة زوجة عمر الزيتوني مع خالد بنشكرة وكريم الدكالي وزينب السمايكي
- بنت بلادي (2009) مع عزيز سعد الله وخديجة أسد
- Homeland (سلسلة أميركية) 2013 موسم 3 حلقة 11 و 12 في دور بهار كاتبة أكبري [7]

### دبلجة
- المسلسل المكسيكي أين أبي
- المسلسل التركي متنسانيش بصوت خديجة

### برامج إذاعية وبعض استضافاتها
- لحظة أمل بقناة شذى ف.م.
- فتح قلبك بالقناة الثانية المغربية
- جليسة مع أمال بشوف تيفي
- فين غادي بيا (ضيفة)
- مشيتي فيها (ضيفة)
- كي كنتي وكي وليتي (ضيفة)
- جزيرة الكنز (مشتركة)
- كلام نواعم (مقدمة)
- واقلة هو (ضيفة)
- قفص الإتهام (ضيفة)

## وصلات خارجية
- آمال صقر على موقع IMDb (الإنجليزية)